# Vučani
Vučani falu Horvátországban Belovár-Bilogora megyében. Közigazgatásilag Csázmához tartozik.

## Fekvése
Belovártól légvonalban 22, közúton 33 km-re délnyugatra, községközpontjától 6 km-re délkeletre, Grabovnica és Donji Miklouš között, a Grabovnica-patak partján fekszik.

## Története
A mai falu a török kiűzése után a 17. században betelepített falvak közé tartozik. 1774-ben az első katonai felmérés térképén „Dorf Vukonich” néven szerepel. A Horvát határőrvidék részeként a Kőrösi ezredhez tartozott. Lipszky János 1808-ban Budán kiadott repertóriumában „Vuchaki” a neve.  
Nagy Lajos 1829-ben kiadott művében ugyancsak „Vuchaki” néven 19 házzal, 108 katolikus vallású lakossal találjuk. A település 1809 és 1813 között francia uralom alatt állt.
A katonai közigazgatás megszüntetése után Magyar Királyságon belül Horvátország része, Belovár-Kőrös vármegye Csázmai járásának része lett. A településnek 1890-ben 115, 1910-ben 180 lakosa volt. 1918-ban az új szerb-horvát-szlovén állam, majd később Jugoszlávia része lett. 1941 és 1945 között a németbarát Független Horvát Államhoz, majd a háború után a szocialista Jugoszláviához tartozott. 1991-től a független Horvátország része. 1991-ben csaknem teljes lakossága horvát volt. A délszláv háború idején mindvégig horvát kézen maradt. 2011-ben 85 lakosa volt, akik főként mezőgazdaságból éltek.

## Lakossága
| Lakosság változása | Lakosság változása | Lakosság változása | Lakosság változása | Lakosság változása | Lakosság változása | Lakosság változása | Lakosság változása | Lakosság változása | Lakosság változása | Lakosság változása | Lakosság változása | Lakosság változása | Lakosság változása | Lakosság változása | Lakosság változása |
| ------------------ | ------------------ | ------------------ | ------------------ | ------------------ | ------------------ | ------------------ | ------------------ | ------------------ | ------------------ | ------------------ | ------------------ | ------------------ | ------------------ | ------------------ | ------------------ |
| 1857               | 1869               | 1880               | 1890               | 1900               | 1910               | 1921               | 1931               | 1948               | 1953               | 1961               | 1971               | 1981               | 1991               | 2001               | 2011               |
| 0                  | 0                  | 0                  | 115                | 153                | 180                | 184                | 201                | 197                | 188                | 173                | 136                | 109                | 92                 | 114                | 85                 |

(1857 és 1880 között lakosságát Grabovnicához számították.)